# Abu Bakar di Johor
Abu Bakar ibni Al-Marhum Tun Temenggung Raja Daing Ibrahim (Singapore, 3 febbraio 1833 – Londra, 4 giugno 1895) è stato sovrano del sultanato di Johor dal 1862 al 1895. Era noto anche come Albert Baker. Informalmente è conosciuto come "il padre del Johor moderno". Fu infatti il primo sultano del Johor moderno, dopo esserne stato temenggong e maharaja. Molti storici gli danno il merito di aver portato il suo paese nel grande sviluppo che vide nel XIX secolo. Avviò una politica di aiuto agli imprenditori di etnia cinese per stimolare lo sviluppo dell'economia agricola. Gli immigrati cinesi cominciarono ad arrivare dal sud della loro paese negli anni '40. Promosse anche lo sviluppo delle infrastrutture, del sistema amministrativo, dei servizi militare e civile. In tutti questi ambiti le riforme presero a modello il sistema occidentale.
Abu Bakar era noto per le sue capacità diplomatiche e sia i governanti inglesi che malesi lo avvicinarono spesso per chiedere consigli per prendere decisioni importanti. Era anche un appassionato viaggiatore e divenne il primo sovrano malese a raggiungere l'Europa durante la sua prima visita in Inghilterra nel 1866. In particolare, Abu Bakar divenne un grande amico della regina Vittoria nei suoi ultimi anni. L'amicizia di Abu Bakar con la sovrana britannica svolse un ruolo importante nel plasmare i rapporti tre il Johor e il Regno Unito. Infatti il suo fu l'unico Stato della penisola malese che alla fine del XIX secolo continuava a mantenere l'autonomia nei suoi affari interni. In quel periodo infatti il governo coloniale britannico spingeva per un maggiore controllo sugli stati malesi inviando un ministro residente britannico in ogni regno. Era anche un anglofilo e molte delle sue abitudini personali e decisioni erano allineate con le idee e i gusti europei.
Abu Bakar divenne sovrano di Johor nel 1862, alla morte del padre, Tun Ibrahim. Sei anni più tardi prese il titolo di maharaja. Nel 1885, Abu Bakar chiese al Regno Unito il riconoscimento giuridico per un altro cambiamento nel suo titolo da "maharaja" a "sultano" che ottenne l'anno successivo. In tutto, Abu Bakar regnò trentadue anni, fino alla sua morte nel 1895.

## Primi anni
Wan Abu Bakar nacque a Teluk Belanga, oggi Telok Blangah, presso Singapore il 3 febbraio 1833. Era il figlio maggiore del temenggong Tun Ibrahim, che a sua volta era discendente matrilineare del sultano Abdul Jalil Shah IV, il primo sultano di dinastia Bendahara. Abu Bakar trascorse l'infanzia nel Kampung del padre a Teluk Belanga. Fin dalla giovane età fu istruito da insegnanti locali in Islam e Adat (la legge tradizionale malese), prima di essere inviato alla Scuola malese di Teluk Belanga, un istituto missionario gestito dal reverendo Benjamin Peach Keasberry. Sotto la guida degli insegnanti missionari, Abu Bakar fu guidato nel sviluppare le buone maniere di un gentiluomo inglese e la capacità di parlare correntemente la lingua inglese, oltre al nativo malese.
Nel 1851, divenuto maggiorenne, cominciò ad affiancare il padre nei suoi negoziatiti contro il sultano Ali. Tun Ibrahim rivendicava infatti il diritto di sovranità sul paese. Quando il padre invecchiò, a poco a poco delegò ad Abu Bakar le funzioni amministrative statali. Durante questo periodo, alcuni ufficiali britannici elogiarono le ottime capacità diplomatiche dell'erede al trono, tra essi vi fu William Napier, come testimoniano i suoi diari. Napier aveva accompagnato Abu Bakar a prendere Tengku Teh, la madre del deposto sultano di Lingga, Mahmud Muzaffar Shah a Johor poco dopo che il figlio cominciasse a rivendicare la sovranità sul Pahang.
Lo scoppio della guerra civile del Pahang l'anno successivo vide Abu Bakar stringere amicizia con Tun Mutahir, al quale fornì supporto per i suoi sforzi di guerra. Abu Bakar sposò la figlia di Mutahir nel 1860 durante una visita nel Pahang e l'anno successivo firmò con il suocero un trattato di amicizia, alleanza e garanzia di sostegno reciproco. Nel frattempo, il temenggong Tun Ibrahim, in cattiva salute da molto tempo, morì per un attacco di febbre alta il 31 gennaio 1862.

## Amministrazione di Johor

### Anni come temenggong (1862-1868)
Abu Bakar assunse la carica di temenggong di Johor tre giorni dopo la morte del padre. Al momento della successione, il suo paese stava affrontando la minaccia politica dal deposto sultano Mahmud Muzaffar Shah. Quest'ultimo rivendicava la sovranità su Johor e Pahang e mirava a rovesciare il sultano di Terengganu con il sostegno del Siam. Mahmud Muzaffar Shah siglò un'alleanza con Tun Ahmad, fratellastro e rivale del bendahara Tun Koris. Questa alleanza preccupò Abu Bakar perché la caduta di Tun Koris avrebbe minacciato la sua posizione politica. Firmò quindi un trattato di amicizia con Tun Koris nel giugno 1862  e inviò un piccolo corpo di spedizione nel Pahang per sostenerlo quando scoppiò la guerra nell'agosto successivo.
Durante i primi due anni del suo regno, Abu Bakar cominciò a siglare contratti di tipo occidentale (definiti in malese come surat sungai, letteralmente "documenti fiume", con i Kapitan Cina (leader cinesi) che avevano stabilito piantagioni lungo il corso del fiume Johor. Le prime lettere di autorità (surat kuasa) furono emesse quando i primi leader cinesi cominciarono a giungere nel Johor negli anni '50. Abu Bakar rapidamente stabilì buoni rapporti con i Kapitan Cina; un amministratore malese era infatti in grado di parlare il dialetto teochew (la lingua parlata dalla maggior parte dei Kapitan Cina) e leggere il cinese per questi scopi. Inoltre assunse un imprenditore cinese di Taishan, Wong Ah Fook, per supervisionare la costruzione dell'Istana Besar, il nuovo palazzo reale.
Vari gruppi dialettali cinesi cominciarono a competere per gli interessi commerciali negli anni '50 e '60. Ciò portò anche ad atti di violenza. Abu Bakar e i Kapitan Cina del Johor, che erano principalmente immigrati da Chaozhou, cercarono di assimilare gli imprenditori cinesi di origine non teochew. Abu Bakar diede il riconoscimento ufficiale e il supporto al ramo di Johor del Ngee Ann Kongsi, una società segreta dei cinesi di Singapore. Il Johor prosperò grazie ai grandi ricavi generati dalle piantagioni di Uncaria e pepe gestite dai Kapitan Cina. Abu Bakar fu molto generoso con questi imprenditori come riconoscimento per il loro contributo allo Stato. Tra i suoi beneficiari vi fu un amico di famiglia di lunga data, Tan Hiok Nee, al quale fu concesso un seggio nel Consiglio di Stato. Le piantagioni erano gestite in modo relativamente indipendente dal governo statale e Abu Bakar era preoccupato dal possibile pericolo per le piantagioni nel caso di una crisi economica. Nel 1864, poco dopo lo scoppio di una crisi finanziaria a Singapore, Abu Bakar impose nuove regole su queste piantagioni, essendo molte di esse proprietà di imprenditori cinesi di Singapore. I Kapitan Cina e la Camera di Commercio di Singapore furono particolarmente disturbati dalla nuova normativa e accusarono Abu Bakar di tentare di imporre il monopolio del commercio sul Johor. Il governo britannico mise sotto pressione il sovrano per ritirare i regolamenti, cosa che fece nel gennaio del 1866. I Kapitan Cina affrontarono notevoli difficoltà nel garantire nuovi accordi con Abu Bakar. La crisi fu risolta, dopo qualche mese quando il temenggong designò cinque nuove porte per la registrazione del carico e gli inglesi ammorbidirono la loro animosità contro di lui.
Il rapporto di Abu Bakar con il sovrano di Muar ed ex sultano di Johor Ali rimase teso. Poco dopo che Abu Bakar succedette al padre, inviò una lettera all'ex sultano per riaffermare la sovranità sul Johor e sul Segamat, che Ali a questo punto sperava di recuperare. Nel 1860, Ali inoltre prese in prestito una grossa somma da un usuraio indiano generando una forte irritazione nel sovrano. Di fronte alla difficoltà di ripagare il suo debito, Ali chiese ad Abu Bakar di pagare una pensione mensile all'usuraio; in un'altra lettera chiese una rendita per se stesso e per il creditore. Nel 1866, quando l'usuraio presentò una denuncia al governo coloniale britannico, Ali cercò di ottenere un prestito da Abu Bakar per rimborsare i suoi debiti in sospeso. Come risultato di queste irritazioni continue, Abu Bakar persuase il governatore degli Stabilimenti dello Stretto a firmare un accordo per sospendere la pensione dell'ex sovrano.
Abu Bakar revisionò il codice islamico del Johor nel 1863, dopo che il sultano di Terengganu revisionò il sistema giudiziario islamico del suo paese per essere più strettamente allineato con la shari'a. In una lettera al governatore degli Stabilimenti dello Stretto, Abu Bakar espresse la speranza che la sua riforma fosse più simile alle idee europee. Nel 1864 fondò una scuola di inglese a Tanjung Puteri. Due anni più tardi spostò la sede amministrativa del paese a Tanjung Puteri, che ufficialmente rinominò Johor Bahru. Fu istituita una nuova amministrazione modellata sullo stile europeo con alcuni elementi di governo tradizionale malese. Reclutò alcuni dei suoi parenti più stretti e diversi suoi compagni di classe della Scuola malese Teluk Blanga e istituì un consiglio consultivo che comprendeva due capi cinesi. Nei primi anni '70, il governatore degli Stabilimenti dello Stretto Sir Harry Ord affermò che Abu Bakar (che era diventato maharaja nel 1868) era "l'unico raja in tutta la penisola e in tutti gli stati confinanti che governa in accordo con la pratica delle nazioni civili".

### Anni come maharaja (1868-1885)

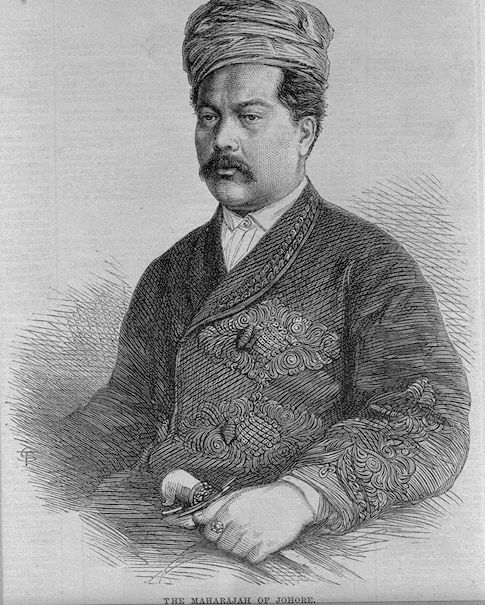
Abu Bakar nel 1866.

Durante una visita di Stato in Inghilterra nel 1866, Abu Bakar era comunemente definito come "maharaja" di Johor. Questo lo portò a rendersi conto che il titolo malese di temenggong era poco conosciuto nel mondo occidentale. Cominciò a contemplare un cambiamento di titolo e per questo mandò il suo cugino, Ungku Haji Muhammad ed il Dato Bentara, Dato Jaafar ad incontrare lo storico bugis Raja Ali Haji che risiedeva a Riau. Raja Ali sostenne la causa di Abu Bakar dopo aver fatto un esame incrociato e concluse che gli ultimi titolari della sua carica avevano esercitato il controllo effettivo sugli affari di Johor, piuttosto che i sultani della dinastia Bendahara. Inoltre, per archiviare le questioni relative alla sua presunta mancanza di diritti di governo per mancanza di antenati reali, fu grado di tracciare l'ascendenza del sovrano fino al sultano Abdul Jalil Shah IV e ai suoi antenati patrilineari. Anche il sultano di Lingga diede la sua approvazione per un riconoscimento formale di Abu Bakar come maharaja di Johor, dopo che Ungku Haji e Dato Jaafar si recarono a Lingga per presentare le loro richieste. Abu Bakar ebbe anche l'approvazione del governatore degli Stabilimenti dello Stretto per il suo cambiamento del titolo. Fu ufficialmente proclamato maharaja di Johor il 30 giugno 1868.
Poco dopo la sua proclamazione a maharaja, Abu Bakar diede il via alla costruzione di una ferrovia in legno tra Johor Bahru e Gunung Pulai dopo che alcuni europei avevano proposto di creare un rifugio e una casa di cura. La costruzione della ferrovia iniziò nel luglio 1869 e la prima parte, tra Skudai e Johor Bahru, venne completata nel 1874. Il progetto di costruzione venne interrotto dopo un incidente che vide una locomotiva deragliare a causa di attacchi di termiti ai binari di legno all'interno della porzione di Skudai e per carenza di fondi.
A metà degli anni '70 il governatore degli Stabilimenti dello Stretto William Jervois, contemplò di nominare il maharaja Abu Bakar signore dei capi del Negeri Sembilan dopo che gli inglesi non riuscirono a sedare la violenza settaria a Sungai Ujong. Tuanku Antah ibni Yamtuan Radin divenne capo facente funzione della confederazione che comprendeva una serie di piccoli Stati all'interno della regione e Abu Bakar divenne consigliere del Negeri Sembilan (tranne che di Sungai Ujong) nel 1878. Si credeva che Abu Bakar nutrisse ambizioni espansionistiche, come suggerito dal suo coinvolgimento nella guerra civile del Pahang tra il 1857 e il 1864. Il governatore successivo, Frederick Weld, aspirava ad un forte controllo britannico negli eventi degli stati malesi ed era stanco dell'influenza di Abu Bakar. I capi del Negeri Sembilan non vedevano con favore la prospettiva di entrare nella sfera di influenza del Johor e, nel 1881, Weld convinse i capi della confederazione di trattare direttamente con Singapore piuttosto che con Abu Bakar. Dal 1883 al 1887 furono nominati diversi ufficiali britannici per sorvegliare gli affari di governo. In poco tempo ottennero poteri simili a quello di un residente britannico.
Nel 1877, dopo la morte del sultano Ali, il raja temenggong di Muar e i suoi capi villaggio votarono a favore di una fusione tra il sultanato di Muar e il Johor a seguito di una disputa per la successione tra due dei figli del defunto sultano. Il figlio maggiore di Ali, Tengku Alam, contestò la legittimità dei desideri dei capi tribù e tentò di far valere le sue pretese sul reame paterno. Nel 1879, nel tentativo di recuperare la corona, fece scoppiare la guerra civile Jementah ma fu rapidamente schiacciato dalle forze del maharaja. Nel corso degli anni '80, Abu Bakar incoraggiò attivamente i leader cinesi per creare nuove piantagioni di pepe a Muar.
Nel frattempo, gli sforzi per mantenere Abu Bakar sotto controllo resero tese le relazioni tra il Johor e Singapore. Abu Bakar, fu essere sempre più riluttante ad accettare consigli dagli uomini di legge britannici e sempre più si rivolse ai suoi avvocati privati. Quando Weld espresse la sua intenzione di mettere un ministro residente a Johor, Abu Bakar decise di intraprendere un viaggio in Inghilterra nell'agosto del 1884 per negoziare nuovi termini con il Colonial Office. L'assistente sottosegretario del Ministero delle Colonie Robert Meade, ammise la richiesta di Abu Bakar di non nominare un ministro residente britannico nel suo regno anche se il sovrano accettò in linea di principio la nomina di un consulente britannico per il suo sultanato. Questo ufficio rimase però vacante fino al 1914. Venne redatto un accordo che permise ad Abu Bakar di mantenere il controllo sugli affari interni in cambio del controllo britannico sulla politica estera dello Stato.

### Anni come sultano (1885-1895)
Il bendahara di Pahang, Wan Ahmad, fu proclamato sultano nel 1881. Abu Bakar, stanco del contesto politico sempre più ostile imposto da Weld, cominciò a considerare l'importanza della superiore autorità morale che era accordata a un sultano rispetto che a un maharaja. Nel 1885, al suo ritorno in patria, Abu Bakar promosse la creazione di un sistema postale e di una magistratura modellata secondo le linee britanniche, così come di una forza militare.
Durante il suo soggiorno a Londra alla fine del 1885, il sovrano espresse il desiderio di ricevere un riconoscimento formale come sultano di Johor. Incontrò anche la regina Vittoria che divenne sua amica personale. La sovrana acconsentì ai suoi desideri e l'11 dicembre 1885 venne siglato un trattato tra Abu Bakar e il Colonial Office che formalizzò le relazioni tra Regno Unito e Johor. Abu Bakar istituì anche un comitato consultivo di Stato a Londra che aveva lo scopo di sorvegliare gli interessi del Johor nella capitale dell'Impero britannico. Diversi ufficiali in pensione del Colonial Office, tra cui William Fielding e Cecil Smith, vennero nominati personalmente da Abu Bakar per sorvegliare l'amministrazione coloniale.
Il riconoscimento formale come sultano ricevuto da Abu Bakar dagli inglesi attirò le critiche dei malesi di Johor. Un pantun, cioè una forma poetica malese, che ironizzava il sultano divenne molto popolare. Molti malesi erano contrari ad accettare Abu Bakar come loro sovrano di primaria importanza, essendo scettici riguardo alle sue origini politiche e ai suoi titoli bugis. Inoltre, la sua affinità con la cultura occidentale non era apprezzata dai malesi culturalmente conservatori. Il 13 febbraio 1886 si tenne una cerimonia di proclamazione in cui Abu Bakar annunciò ufficialmente l'adozione del titolo di "sultano" al posto di "maharaja". Il 31 luglio successivo fondò le prime decorazioni statali ovvero l'Ordine della famiglia reale di Johor e l'Ordine della Corona di Johor.
Abu Bakar chiamò Wong Ah Fook, un imprenditore cinese e suo conoscente da lungo tempo, per sovrintendere allo sviluppo di Johor Bahru. L'Archivio Johor dimostra che Wong era il più grande imprenditore edile di quel tempo e che fu coinvolto in almeno venti progetti di lavori pubblici tra il 1887 e il 1895. Inoltre, Wong fu incaricato di supervisionare la costruzione della Moschea di Stato e di diversi palazzi sotto la direzione del sovrano. Come ringraziamento per i contributi di Wong allo Stato, nel 1892 Abu Bakar gli concesse un appezzamento di terreno nel cuore di Johor Bahru. In questo appezzamento Wong curò la costruzione di un villaggio, Kampong Ah Fook, e di una strada, la Jalan Wong Ah Fook.
Il 14 aprile 1895, Abu Bakar promulgò la Costituzione dello Stato di Johor redatta da Abdul Rahman Andak. La Costituzione dello Stato fu considerata un punto di svolta per l'amministrazione del regno. Alcune fonti suggeriscono che Abu Bakar, timoroso della sua possibile morte imminente alla luce della sua salute cagionevole, promulgò la Costituzione con l'intento di preservare l'indipendenza dello Stato alla luce della crescente influenza politica britannica negli stati malesi.

## Relazioni estere

### Regno Unito

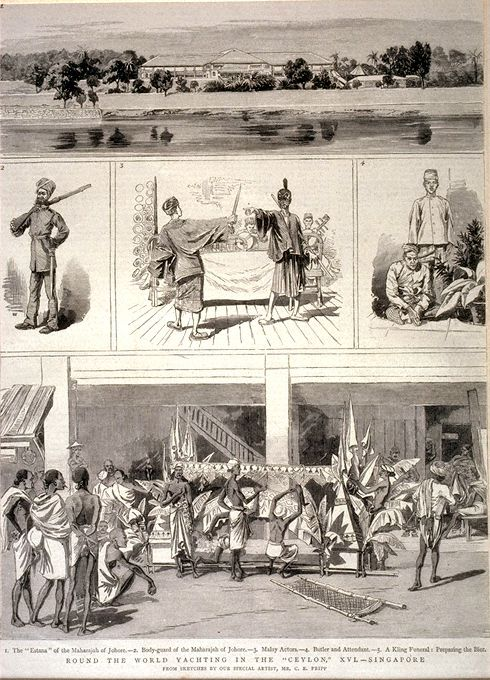
Illustrazione delle attività dell'Istana Besar del 1882.

Abu Bakar fece la sua prima visita di Stato mentre era ancora temenggong. Nel 1866 si recò in Inghilterra con Dato' Jaafar e incontrò i membri della famiglia reale inglese, in particolare la regina Vittoria ed il principe di Galles Edoardo. La regina conferì ad Abu Bakar il titolo di cavaliere commendatore dell'Ordine della Stella d'India, che egli apprezzò molto. Il viaggio, come riferito sia Abu Bakar che da Dato' Jaafar, generò ricordi duraturi dell'Inghilterra e ispirò il sovrano nel promuovere lo sviluppo del suo paese lungo linee britanniche. Nove anni più tardi, Abu Bakar si recò a Calcutta per incontrarsi con il principe Edoardo, in visita in quella città. L'anno seguente, il principe Edoardo conferì ad Abu Bakar la medaglia d'oro del principe di Galles. Nel 1878 fece un altro viaggio a Londra, dove venne invitato a partecipare al ballo di Stato a Buckingham Palace. Anche le residenze di Abu Bakar vennero modellati secondo le linee britanniche. Quando i principi Giorgio e Alberto Vittorio visitarono il sultanato nel 1880 commentarono che l'enorme salotto del palazzo di Abu Bakar assomigliava molto alle camere da letto del castello di Windsor. Abu Bakar era un appassionato giocatore di polo e fece qualche partita con i principi in visita. Anche George Sutherland-Leveson-Gower, III duca di Sutherland elogiò l'ospitalità di Abu Bakar durante la sua visita di Stato fatta dopo la nomina a sultano e riferì di aver apprezzato la cucina malese che Abu Bakar gli aveva proposto.
In particolare, la regina Vittoria divenne una cara amica di Abu Bakar soprattutto durante i suoi ultimi anni di regno. Durante una visita in Inghilterra del febbraio 1891, Abu Bakar venne ricevuto personalmente dalla regina e fu invitato a cena dalla sovrana al castello di Windsor. La regina teneva Abu Bakar in grande stima; lei stessa lo aveva definito "amico affettuoso" in una lettera inviata ad Abu Bakar nel marzo 1891. Secondo quanto riferito, la regina Vittoria apprezzò molto il modello d'argento dell'Albert Memorial che Abu Bakar le inviò come regalo per il suo giubileo d'oro nel 1887. Poco prima della sua morte, nel maggio del 1895, la regina Vittoria inviò il suo medico personale per curare Abu Bakar, gravemente malato al suo arrivo a Londra.

### Altri paesi
Durante il suo tour europeo del 1866, Abu Bakar visitò l'Impero ottomano dove incontrò il sultano Abdul Aziz. Il sultano le presentò Ruggyyah Hanum, una principessa circassa. Ruggyyah Hanum sposò Ungku Abdul Majid, fratello di Abu Bakar, dopo il suo arrivo nel Johor. In seguito, dopo la morte del primo marito, si risposò con Dato' Jaafar, che aveva accompagnato Abu Bakar durante il suo viaggio del 1866. Durante la sua seconda visita in Inghilterra, nell'agosto del 1878, Abu Bakar scrisse al colonnello Anson da South Kensington del suo desiderio di visitare Parigi, Vienna e l'Italia. Si recò poi a Parigi e Vienna dove ricevette una calda accoglienza dal principe Enrico del Liechtenstein prima di tornare in patria. Tre anni dopo, visitò la Prussia, dove gli venne conferito l'Ordine della Corona. Nel 1891 e nel 1893 fece altri due tour europei separati con un medico personale al suo fianco, durante i quali incontrò l'imperatore Francesco Giuseppe I d'Austria, re Umberto I d'Italia, papa Leone XIII e il sultano Abdul Hamid II che gli conferirono altre onorificenze.
Nel 1881, Abu Bakar visitò Giava, all'epoca sotto il dominio olandese. Nello stesso anno, ricevette re Kalākaua delle Hawaii durante il suo tour in giro per il mondo che conferì a lui e al segretario di stato Muhammad Salleh la gran croce dell'Ordine reale di Kalakaua. and State Secretary, Muhammad Salleh. L'imperatore della Cina Guangxu gli concesse la prima classe dell'Ordine Imperiale del Doppio Dragone per il suo giusto trattamento dei cinesi nel suo paese.

## Famiglia

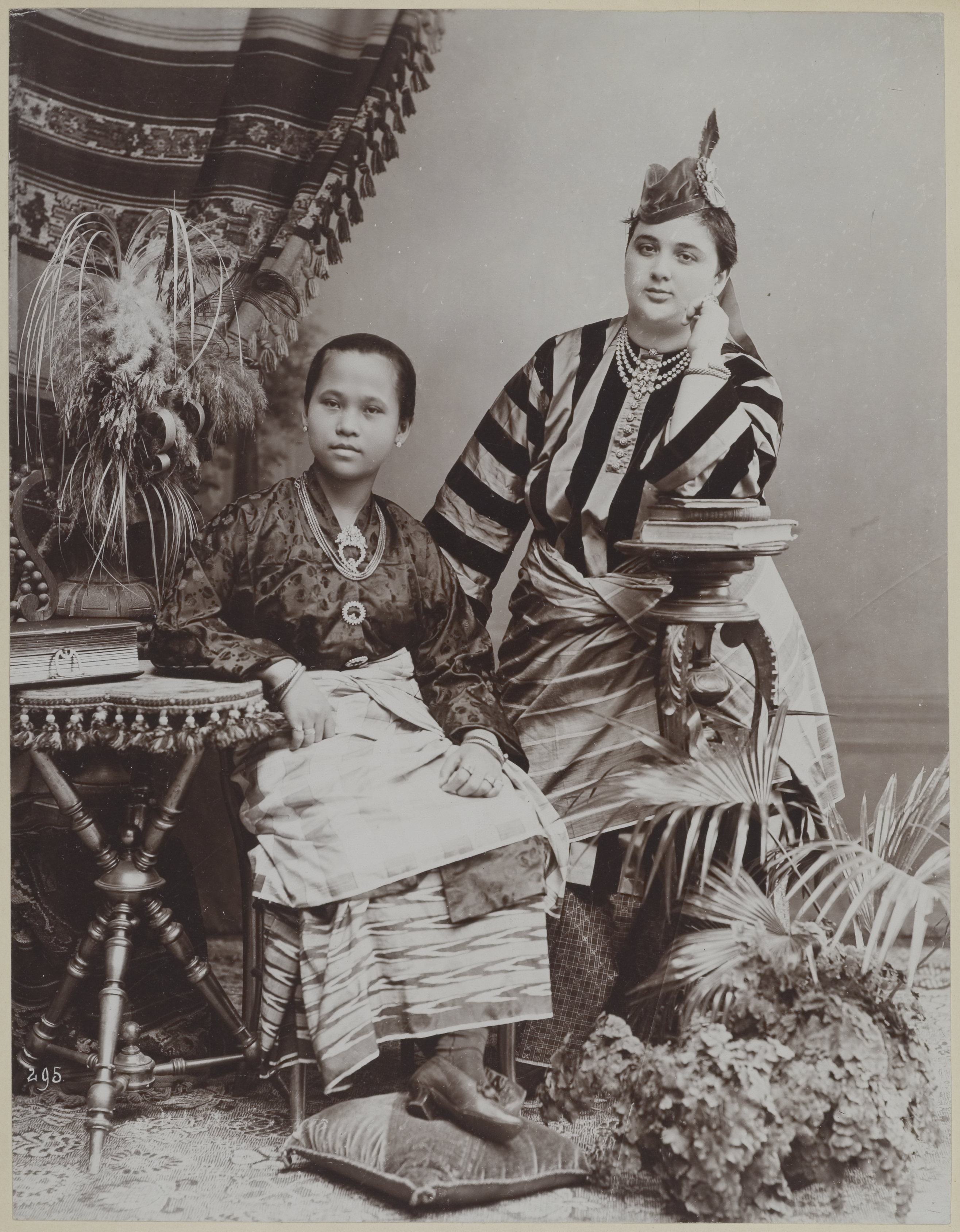
La sultana di Johor, Khadijah Khanum in compagnia di una sconosciuta nel 1900 circa.

Abu Bakar sposò la sua prima moglie, Engku Chik, durante il suo soggiorno nel Pahang nel 1857. Abu Bakar era legato a lei da legami familiari; Engku Chik era la sorella di Tun Koris, che già era suo cognato. Con Engku Chik ebbe una figlia, Tunku Besar Putri. La sua seconda moglie fu Cecilia Catherina Lange. Ella era la figlia di un commerciante danese, Mads Johansen Lange, e della sua moglie cinese, Nonna Sangnio. Con lei ebbe un figlio, Tunku Ibrahim, e una figlia, Tunku Mariam. Lange incontrò Abu Bakar mentre era a Singapore e adottò il nome musulmano di "Zubaidah" dopo il suo matrimonio con Abu Bakar celebrato nel 1870. Nel 1885, Abu Bakar sposò una donna cinese di Canton, Wong Ah Gew, con la quale ebbe una figlia, Tunku Azizah. Wong assunse il nome musulmano di "Fatimah" dopo il matrimonio con il monarca. Nel luglio 1886 venne incoronata sultana. Abu Bakar teneva Wong in grande stima tanto che divenne sua confidente e la coinvolse negli affari di Stato. Wong era anche un'amica fraterna dell'imprenditore edile Wong Ah Fook anche perché condividevano il cognome e il dialetto. Wong morì nel 1891. Nel corso della sua visita di Stato nell'Impero ottomano del settembre del 1893, Abu Bakar sposò la sua quarta moglie, Khadijah Khanum, che era di origini circasse. Ella era sorella della già menzionata principessa Ruggyah. Con lei ebbe una figlia, Tunku Fatimah, nel febbraio successivo. Dopo la morte di Wong, Khadijah le succedette come sultana.

## Morte
Ai primi di maggio del 1895, Abu Bakar si recò a Londra con il figlio e successore designato, Tunku Ibrahim con la speranza di radunare sostegno e riconoscimento al suo ruolo. Egli era ormai già molto malato ed era affetto da un'infiammazione dei reni da qualche tempo. Era anche affetto dal morbo di Bright, una malattia renale. Essendo molto debole, alla partenza dovette essere trasportato a bordo della nave su una sedia a rotelle. Raggiunse Londra il 10 maggio e prese alloggio al Bailey's Hotel. Rimase però costretto a letto. I medici non gli permisero di ricevere molti visitatori; tra questi pochi vi fu il principe Arturo, duca di Connaught e Strathearn che si recò al suo capezzale due volte. La regina Vittoria inviò il suo medico personale, Douglas Powell a visitarlo dopo aver saputo della sua malattia.
Durante il suo soggiorno in hotel, Abu Bakar contrasse una polmonite che lo portò alla morte la sera del 4 giugno 1895. Il suo corpo fu riportato in patria da un man-of-war che ancorò a Penang. Il 7 settembre successivo, dopo il funerale di Stato, fu sepolto nel mausoleo reale Mahmoodiah di Johor Bahru. Il figlio, Tunku Ibrahim fu incoronato nel novembre dello stesso anno.

## Eredità
Abu Bakar è spesso accreditato come "il fondatore del moderno Johor". Istituì un sistema burocratico e un servizio civile di stampo occidentale e consolidò l'economia agricola che consisteva soprattutto in piantagioni di Uncaria e di pepe dirette da leader cinesi, conosciuti come "Kangchu" nel dialetto teochew. Le piantagioni di Uncaria e pepe vennero introdotte durante gli anni '40 dagli immigrati cinesi. Spesso, Abu Bakar era chiamato dai governanti malesi degli Stati confinanti per fornire consulenze quando dovevano prendere decisioni importanti. In particolare, divenne un confidente del sultano di Pahang, Wan Ahmad dopo che nel 1887 Abu Bakar lo persuase ad accettare un semplice consulente britannico invece di un ministro residente. Il governo coloniale a quel tempo era alla ricerca di un maggiore controllo sulla penisola malese e cercava di imporre rumorosi ministri residenti britannici. Il governo coloniale nel 1885 tentò invano di imporre un ministro residente nel Johor ma lo Stato mantenne la sua indipendenza negli affari interni fino al 1914.
Abu Bakar fu anche il primo sovrano malese a visitare l'Europa nel 1866. Era un anglofilo e si mescolava comodamente con gli europei. Il governatore britannico, Sir Harry Ord una volta descrisse Abu Bakar al Segretario di Stato del Regno Unito come un "gentleman inglese" nei suoi gusti e nelle sue abitudini. Abu Bakar fu però anche criticato, soprattutto dagli studiosi malesi più conservatori che non gradivano i suoi gusti occidentali. La propensione di Abu Bakar per uno stile di vita stravagante e i viaggi all'estero portarono ad un impoverimento della tesoreria di Stato al momento della sua morte. Almeno uno studioso, Nesalmar Nadarajah, suggerisce che la perdita di indipendenza che il Johor subì nei primi anni del XX secolo fu causato dalla povertà delle casse reali. Inoltre, Nadarajah afferma che un altro motivo della perdita di indipendenza fu la mancanza di attenzione sul suo giovane figlio, Tunku Ibrahim, che mancava di una corretta educazione e di formazione nell'arte dell'amministrazione statale e diplomatica, quando succedette al padre come sultano poco più che ventenne.

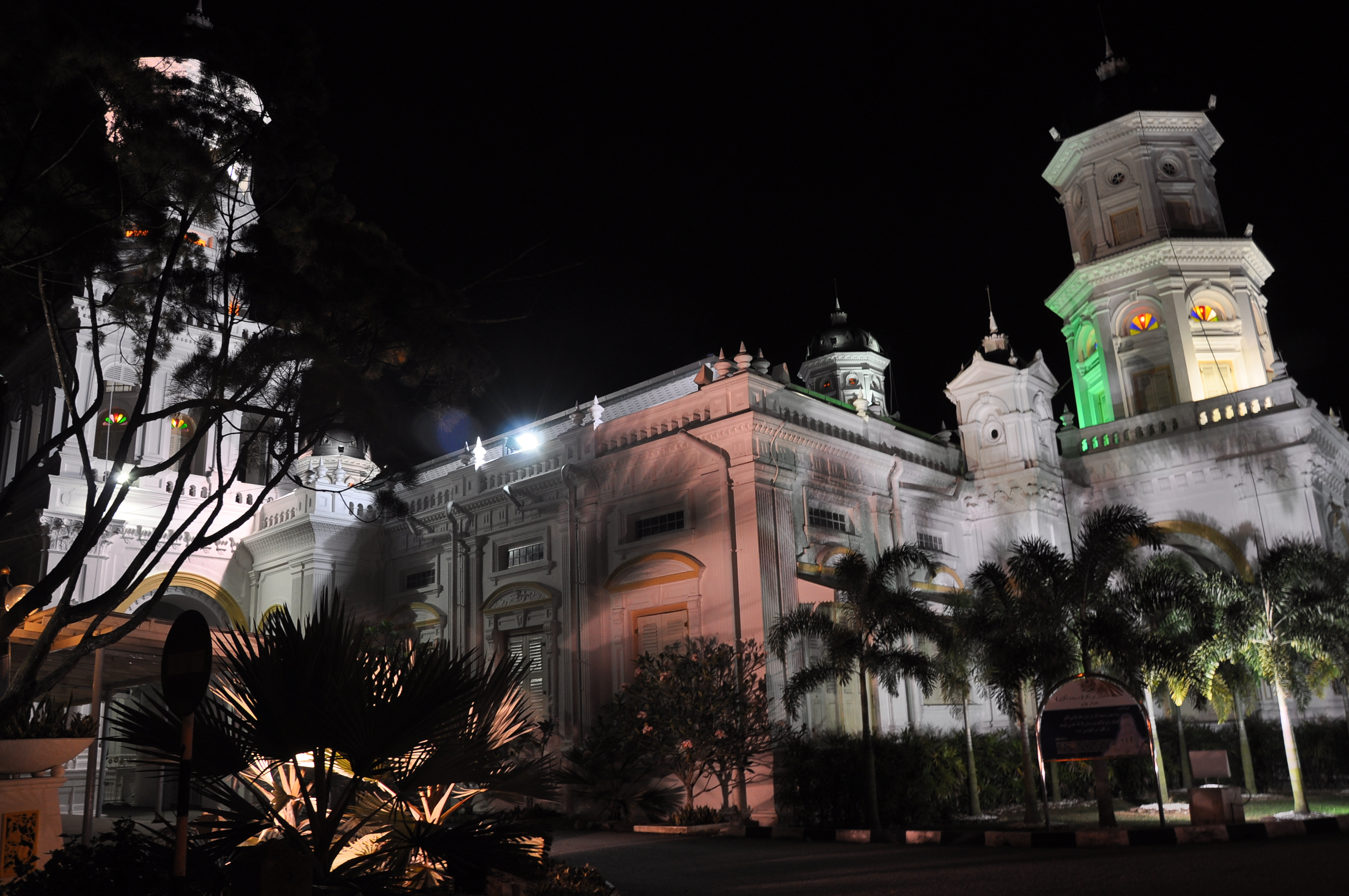
La Moschea di Stato del sultano Abu Bakar di notte.

Molti degli edifici dello Stato, che vennero costruiti durante il regno di Abu Bakar presero a modello gli stili vittoriano e moresco. Abu Bakar pose la costruzione di questi edifici statali sotto stretta sorveglianza e spesso fu chiamato a porre le fondamenta di questi edifici personalmente. Alcuni di questi edifici gli sono intitolati. Il più importante è la Moschea di Stato Sultano Abu Bakar, costruita tra il 1892 e il 1900.
Il suo pronipote, il sultano Iskandar, gli concesse l'appellativo di Al-Khalil o l'Amato nel suo nome postumo. Perciò egli è indicato come Almarhum Sultan Abu Bakar Sir Al-Khalil Ibni Almarhum Temenggong Seri Maharaja Daeng Ibrahim